# Anjo Mecânico
Anjo Mecânico (no original em inglês Clockwork Angel) é o primeiro volume da trilogia As Peças Infernais, de Cassandra Clare. Após a morte de sua tia, Tessa Gray recebe uma passagem de seu irmão Nathaniel para viajar a Londres. Na chegada, ela é sequestrada por duas irmãs cruéis (Sra. Black e Sra. Dark) que trabalham sob o nome de 'Irmãs Sombrias', até que ela é salva por um grupo de pessoas que são chamadas de Caçadores de Sombras. O resto do livro é baseado na descoberta do mundo das Sombras e na construção de uma vida com as novas pessoas que encontra.
O livro se tornou um best-seller na lista do New York Times, estreando em primeiro lugar na lista de mais vendidos para crianças.
O livro também contém muitas citações referentes a peças famosas da literatura vitoriana, por exemplo, The Importance of Being Earnest de Oscar Wilde, A Tale of Two Cities de Charles Dickens e as obras de Samuel Taylor Coleridge e Alfred Tennyson.

## Enredo
Londres, Abril de 1878. O Caçador de Sombras William Herondale mata um demônio Shax e procura por Jem, seu "companheiro de caça" (parabatai). Jem está em um beco onde encontrou o corpo de uma mundana de 14 anos, Emma Bayliss. Eles também encontram um punhal onde está impresso duas cobras mordendo uma a cauda da outra: um ouroboros.
Tessa Gray chega ao porto de Southampton depois de partir de Nova York para viver com seu irmão Nate após a morte de sua tia Harriet. No entanto, ela é abordada por duas mulheres estranhas que se intitulam As Irmãs Sombrias, as quais dão a ela uma carta, aparentemente de seu irmão. Nela, ele diz que não pode encontrá-la fora do navio, mas que as Irmãs Sombrias a levaria até ele, e, cautelosamente, ela entra na carruagem das Irmãs.
Seis semanas mais tarde, Tessa está mantida como prisioneira pelas Irmãs Sombrias. Elas vêm treinando-a para aprimorar seu poder de Transformação (um processo pelo qual ela assume a aparência de alguém, vivo ou morto, apenas ao tocar em algum pertence dessa pessoa). Tessa assume a forma de Emma Bayliss e revive seus últimos instantes de vida. As Irmãs ficam impressionadas e dizem que estavam preparando Tessa para um casamento arranjado com um indivíduo misterioso conhecido como Magistrado. Elas esperam que o casamento seja feito naquele dia ou no seguinte. As Irmãs deixam Tessa sozinha no quarto, e ela tenta fugir, mas é pega pelo cocheiro delas. Tessa é então amarrada em sua cama, mas ela tenta escapar novamente utilizando a Transformação. Ela permuta-se em Emma, que é menor que ela; sendo assim, as algemas em seu pulso tornam-se frouxas e ela consegue escapar. A porta se abre e ela encontra Will, que seguiu a trilha do corpo de Emma para uma organização secreta chamada Clube Pandemônio — a casa das Irmãs. Will e seus amigos aparecem para ajudar Tessa a escapar. Uma batalha se inicia e uma das Irmãs, a Sra. Black, acaba sendo morta e Tessa é nocauteada.
Tessa desperta no Instituto de Londres onde encontra-se sendo examinada pelo irmão Enoch, um dos Irmãos do Silêncio, que informa que ela é uma forma de Transformadora e uma Integrante do Submundo. Tessa conhece os moradores do Instituto: Charlotte Branwell, uma mulher de vinte e três anos que é responsável por cuidar de tudo no Instituto; Henry Bronwell, marido de Charlotte cuja maior diversão é construir inventos que nunca dão certo; Jem Carstairs, um garoto calmo e sereno que esconde um terrível secredo; Jessamine Lovelace, uma arrogante Caçadora de Sombras que não aceita sua posição e odeia qualquer coisa que esteja relacionada ao Mundo das Sombras; a criada Sophie, uma menina muito bonita que apresenta uma misteriosa cicatriz no rosto; Agatha, a cozinheira; e Thomas, o cocheiro e responsável pela segurança do Instituto. Na manhã seguinte, Jessamine leva Tessa às compras; Charlotte e Henry vão atrás de informações sobre o irmão de Tessa; Will e Jem inspecionam a casa das Irmãs. Eles encontram um autômato mecânico envolto em carne humana, que identifica o vampiro De Quincey como o Magistrado e diz que ele tem o irmão de Tessa. Tessa decide se infiltrar em uma das festas de De Quincey utilizando seu poder de Transformação para assumir o corpo de Camille Belcourt, uma vampira que já teve um caso amoroso com De Quincey e guarda um terrível rancor por ele ter assassinado seu amante lobisomem. Nas festas, o vampiro lentamente drena o sangue de uma vítima humana; isso é contra os Acordos, o que permite que os Caçadores de Sombras ataquem De Quincey. As coisas dão terrivelmente errado quando Tessa percebe que a vítima de De Quincey é seu próprio irmão, Nate.
Tessa e os Caçadores de Sombras matam os vampiros na festa, salvam Nate e o trazem de volta ao Instituto, mas De Quincey escapa. Will morde um vampiro enquanto estava lutando e acaba engolindo um pouco do sangue do vampiro. Para não se transformar em um vapiro e expulsar o sangue de seu corpo, ele deve beber água benta. Tessa traz-lhe um balde do líquido, e eles acabam envolvidos em um beijo apaixonado. Will para o beijo porque seu segredo mais obscuro deve mantê-los separados. Depois, Tessa pondera que ela nunca esperava que seu primeiro beijo fosse com gosto de sangue e água benta. Tessa ficou inconsolável e confusa. Tessa e Jem vão até a Blackfriars Bridge, o lugar preferido de Jem em Londres, e são atacados pelo exército mecânico do Magistrado. Eles fogem para o Instituto onde os Caçadores de Sombras lutam contra o exército do lado de fora. Jem perde a consciência e revela que é viciado em um pó demoníaco que lhe causa depência e lhe dá forças para lutar em batalhas, mas lhe traz uma morte lenta e dolorosa. A maioria dos Caçadores de Sombras partem para matar De Quincey, que está escondido. Mortmain, o mundano que informou aos Caçadores de Sombras sobre De Quincey, volta para o Instituto e conta a Will e Jem a localização das Irmãs Sombrias que estão tentando ajudar o Magistrado com seu exército. Eles correm para matá-las, deixando Nate, Jessamine e Tessa sozinhos no Instituto. Mortmain volta com o exército mecânico e revela que ele é o real Magistrado, enquanto Nate revela que é cúmplice de Mortmain. Agatha e Thomas morrem durante a luta contra os autômatos; Tessa, Jessamine e Sophie se trancam no Santuário, mas Mortmain utiliza de um truque para abrir a porta. Tessa concorda em casar com Mortmain se ele deixar todos em paz. Uma vez que eles ficam sozinhos, Tessa apunhala o coração. Mas, ao invés de morrer, ela se transforma em Emma Bayliss, que morreu com um ferimento semelhante a uma facada no coração. Isso faz com que Tessa apareça morta, temporariamente deixando-a segura.
Will volta correndo quando percebe seu erro. No Instituto, ele encontra com o exército mecânico e Nate. Nate ordena que o exército deve matá-lo. Jem também retorna e ajuda Will, e, em seguida, Charlotte e Henry retornam da batalha com De Quincey. O exército perde e Nate foge com a posse da Pyxis, uma caixa que contém almas demoníacas. Will encontra Tessa caída no chão e com a impressão de que está morta, ele a agarra e se desespera momentameamente, mas logo a solta quando percebe que está viva. Tessa é convidada a permanecer no Instituto e ela alegremente aceita. Tessa quer ter um relacionamente sério com alguém, mas Will sugere algo estritamente sexual e diz que Tessa não pode ter filhos porque seu status de feiticeira torna isso impossível. Ele também diz que não há futuro para um Caçador de Sombras que se envolve com um feiticeiro. Jem a conforta, embora ela não tenha dito o que Will fez para perturbá-la. Will pede ajuda de Magnus Bane, mas não é revelado o motivo. Will, no entanto, parece bastante perturbado.

## Capa
O personagem Will Herondale está presente na capa do livro, trajando uma roupa típica da época e levantando uma cartola de sua cabeça. As tatuagens na pele são as Marcas dos Caçadores de Sombras. O anjo mecânico que Tessa utiliza no pescoço como uma lembrança da família também está presente.

## Sequência
A sequência de Anjo Mecânico é intitulada Príncipe Mecânico. A sequência foi lançada em dezembro de 2011. O terceiro livro da série As Peças Infernais é intitulado Princesa Mecânica e foi lançado em 19 de março de 2013.

## Recepção
Em 17 de outubro de 2011, Anjo Mecânico conquistou o primeiro lugar no YALSA's ‘Teens’ Top 10 de 2011, batendo nomes como Mockingjay de Suzanne Collins e Crescendo de Becca Fitzpatrick. Clare também fez um vídeo de aceitação agradecendo aos fãs que votaram.